# Kionophyton seminuda
Kionophyton seminuda är en orkidéart som först beskrevs av Rudolf Schlechter, och fick sitt nu gällande namn av Leslie Andrew Garay. Kionophyton seminuda ingår i släktet Kionophyton och familjen orkidéer. Inga underarter finns listade i Catalogue of Life.